# VK Wilskracht Moorsel
VK Wilskracht Moorsel was een Belgische voetbalclub uit Moorsel in Oost-Vlaanderen. De club sloot in 1971 aan bij de KBVB met stamnummer 7659. 

## Geschiedenis
De club speelde tussen 1971 en 1982 in groen, wit en paars, maar het groen viel toen af. 
Wilskracht groeide eind jaren tachtig uit tot de belangrijkste club van Moorsel, de veel oudere dorpsconcurrent KSC De Schroevers Moorsel werd overvleugeld. 
In 1988 behaalde VK Wilskracht de titel in Vierde Provinciale en verliet deze afdeling voorgoed. 
In 1993 klom paars-wit zelfs voor twee seizoenen naar Tweede Provinciale. 
Na degradatie in 1995 volgden vijf seizoenen Derde Provinciale, tot daar in 2000 de titel werd behaald en opnieuw twee seizoenen in de tweede hoogste provinciale reeks kon worden aangetreden.
Na de degradatie in 2002 volgde nog één seizoen in Derde Provinciale waarin een twaalfde plaats werd behaald, maar toen nam de club ontslag uit de KBVB.